# 후사정
후사정(布佐町)은 지바현 히가시카쓰시카군에 일찍이 존재했던 정이다. 현재의 아비코시 동부에 해당한다.

## 개요
과거에는 도네강의 수운이 번성하면서 교통의 요충지로 크게 발전했지만, 메이지 시대에 접어들어 철도와 증기선 등의 교통수단이 발달하면서 도네강의 수운은 쇠퇴해갔다.

## 지리
지바현 북서부에 위치하며, 마을의 북쪽에서 동쪽으로 도네강이 흐르고 남쪽에는 제2차 세계대전 후 대규모 간척사업이 이루어지기 전까지 테가누마가 있었다.

## 역사
- 1889년 4월 1일 - 정촌제 시행에 의해 미나미소마군 후사정이 성립하였다.
- 1897년 4월 1일 - 히가시카쓰시카군이 미나미소마군을 편입하여, 히가시카쓰시카군 후사정이 되었다.
- 1955년 4월 29일 - 이비코정, 고호쿠촌과 합병해, 새로운 이비코시가 성립하여, 동일 후사정은 폐지되었다.

## 교통

### 철도
- 국철 (→ JR동일본)
  - 나리타선

## 참고문헌
- 我孫子市史編集委員会 近現代部会 編『我孫子市史 近現代篇』我孫子市教育委員会、平成16年3月31日、779p.